# 透明舟螺
透明舟螺（学名：Cheilea diaphana）是晃盖螺属的一种，舊屬中腹足目晃盖螺科，今屬玉黍螺類支序白彫螺總科頂蓋螺科。

## 分佈
主要分布于中国大陆的廣西北部灣、西沙群島及台湾，常栖息在潮下带。